# Liste der Baudenkmale in Massen-Niederlausitz
In der Liste der Baudenkmale in Massen-Niederlausitz sind alle Baudenkmale der brandenburgischen Gemeinde Massen-Niederlausitz und ihrer Ortsteile aufgelistet. Grundlage ist die Veröffentlichung der Landesdenkmalliste mit dem Stand vom 31. Dezember 2023. Die Bodendenkmale sind in der Liste der Bodendenkmale in Massen-Niederlausitz aufgeführt.

## Baudenkmale
In den Spalten befinden sich folgende Informationen:
- ID-Nr.: Die Nummer wird vom Brandenburgischen Landesamt für Denkmalpflege vergeben. Ein Link hinter der Nummer führt zum Eintrag über das Denkmal in der Denkmaldatenbank. In dieser Spalte kann sich zusätzlich das Wort Wikidata befinden, der entsprechende Link führt zu Angaben zu diesem Denkmal bei Wikidata.
- Lage: die Adresse des Denkmales und die geographischen Koordinaten. Link zu einem Kartenansichtstool, um Koordinaten zu setzen. In der Kartenansicht sind Denkmale ohne Koordinaten mit einem roten beziehungsweise orangen Marker dargestellt und können in der Karte gesetzt werden. Denkmale ohne Bild sind mit einem blauen bzw. roten Marker gekennzeichnet, Denkmale mit Bild mit einem grünen beziehungsweise orangen Marker.
- Bezeichnung: Bezeichnung in den offiziellen Listen des Brandenburgischen Landesamtes für Denkmalpflege. Ein Link hinter der Bezeichnung führt zum Wikipedia-Artikel über das Denkmal.
- Beschreibung: die Beschreibung des Denkmales
- Bild: ein Bild des Denkmales und gegebenenfalls einen Link zu weiteren Fotos des Baudenkmals im Medienarchiv Wikimedia Commons

### Babben
| ID-Nr.                           | Lage                 | Bezeichnung                                                        | Beschreibung | Bild                                                               |
| -------------------------------- | -------------------- | ------------------------------------------------------------------ | --- | ------------------------------------------------------------------ |
| 09135078                         | (Lage)               | Dorfkirche                                                         | Die barocke Dorfkirche ist ein verputzter Saalbau aus dem Jahr 1733 mit dreiseitigem Ostschluss und hölzernem Dachturm. | weitere Bilder                                                     |
| 09135777                         | Dorfstraße 28 (Lage) | Wohnhaus, Stall- und Nebengebäude sowie Pferdetränke der Försterei | | Wohnhaus, Stall- und Nebengebäude sowie Pferdetränke der Försterei |
| 09136443 Teilobjekt zu: 09135777 | Dorfstraße 28 ()     | Forsthaus & Jagdsitz                                               | | ein Bild hochladen                                                 |
| 09136444 Teilobjekt zu: 09135777 | Dorfstraße 28 ()     | Stall & Nebengebäude                                               | | ein Bild hochladen                                                 |

### Betten
| ID-Nr.   | Lage   | Bezeichnung | Beschreibung | Bild           |
| -------- | ------ | ----------- | --- | -------------- |
| 09135063 | (Lage) | Dorfkirche  | Die Kirche wurde in der zweiten Hälfte des 13. Jahrhunderts erbaut. Der Westturm wurde im 18. Jahrhundert an den Feldsteinbau angefügt. Das Innere der Kirche ist barock gestaltet. Der Blockaltar stammt aus dem Mittelalter, darauf befindet sich ein Kanzelaltar aus der zweiten Hälfte des 17. Jahrhunderts. Der Taufstein hat eine achtseitige Kuppa und wurde im 15. Jahrhundert erstellt. | weitere Bilder |

### Massen
| ID-Nr.                           | Lage                     | Bezeichnung                                                                               | Beschreibung | Bild                                                                                      |
| -------------------------------- | ------------------------ | ----------------------------------------------------------------------------------------- | --- | ----------------------------------------------------------------------------------------- |
| 09135071                         | Lindthaler Straße (Lage) | Dorfkirche mit Friedhofsmauer                                                             | Die evangelische Kirche stammt aus der Mitte des 13. Jahrhunderts. Die ursprünglich basilikale Anlage wurde zu Beginn des 16. Jahrhunderts zur Saalkirche umgebaut. | weitere Bilder                                                                            |
| 09136185 Teilobjekt zu: 09135071 | Lindthaler Straße (Lage) | Taufengel                                                                                 | | BW                                                                                        |
| 09135585                         | (Lage)                   | Gefallenendenkmal einschließlich des von Bänken eingefassten Stichweges, auf dem Kirchhof | | Gefallenendenkmal einschließlich des von Bänken eingefassten Stichweges, auf dem Kirchhof |